# Дмитровский филиал МГТУ имени Н. Э. Баумана
Дмитровский филиал МГТУ имени Н. Э. Баумана — высшее учебное заведение, один из филиалов Московского государственного технического университета имени Н. Э. Баумана, расположенный в Дмитровском городском поселении.
Полное наименование: Дмитровский филиал федерального государственного бюджетного образовательного учреждения высшего образования «Московский государственный технический университет имени Н. Э. Баумана (национальный исследовательский университет)».

## История
Дмитровский филиал МГТУ им. Н. Э. Баумана основан в соответствии с распоряжением Совета Министров СССР № 1009-Р от 06.04.1960 года и распоряжением Совета Министров РСФСР от 21 мая 1960 года № 3184-Р. Цель создания филиала — проведение научно-исследовательских и опытно-конструкторских работ в области новой техники, а также учебных занятий.
У его истоков находились: доктор технических наук, профессор Л. П. Лазарев (ректор вуза в 1959—1964 годах); Герой Социалистического Труда, академик Академии наук СССР Г. А. Николаев (ректор вуза в 1964—1985 годах); Герой Социалистического Труда, доктор технических наук, профессор Э. А. Сатель; академик АН СССР К. С. Колесников; заслуженный деятель науки и техники РСФСР, доктор технических наук, профессор В. Г. Саксельцев. Помощь в организации филиала оказал заместитель министра высшего и среднего специального образования СССР Н. Ф. Краснов.
После нескольких лет строительства, работать Дмитровский филиал начал в 1965 году согласно приказу по МГТУ № 22/У от 3 февраля 1965 года. Филиал несколько раз менял своё название:
- 1965—1973 годы — Загородный учебный и научно-экспериментальный центр;
- 1973—2000 годы — Учебно-экспериментальный центр;
- до 2011 года — Дмитровский филиал государственного образовательного учреждения высшего профессионального образования «Московский государственный технический университет имени Н. Э. Баумана»;
- с 2011 года — Дмитровский филиал федерального государственного бюджетного образовательного учреждения высшего профессионального образования «Московский государственный технический университет имени Н. Э. Баумана»;
- с 2016 года — Дмитровский филиал федерального государственного бюджетного образовательного учреждения высшего образования «Московский государственный технический университет имени Н. Э. Баумана (национальный исследовательский университет)».

## Деятельность
В Дмитровском филиале МГТУ имени Н. Э. Баумана осуществлялась подготовка инженеров по разделам образовательных программ следующих кафедр университета:
1. радиоэлектронные системы и устройства;
2. ракетные двигатели;
3. компьютерные системы и сети;
4. космические аппараты и ракеты-носители;
5. высокоточные летательные аппараты;
6. ракетные и импульсные системы;
7. специальная робототехника и мехатроника;
8. технологии ракетно-космического машиностроения.

В настоящее время Дмитровский филиал не проводит прием и обучение студентов по образовательным программам высшего образования. В нём проводится работа со студентами головного вуза, которые направляются в филиал для выполнения научно-исследовательских работ и прохождения практики.
В филиале имеется научно-техническая библиотека с читальным залом, которая насчитывает свыше 25 тысяч томов. На территории Дмитровского филиала расположено подразделение Опытного завода МГТУ. Недалеко от филиала находится Радиотелескоп МГТУ имени Н. Э. Баумана.